# Malcolm Arnold

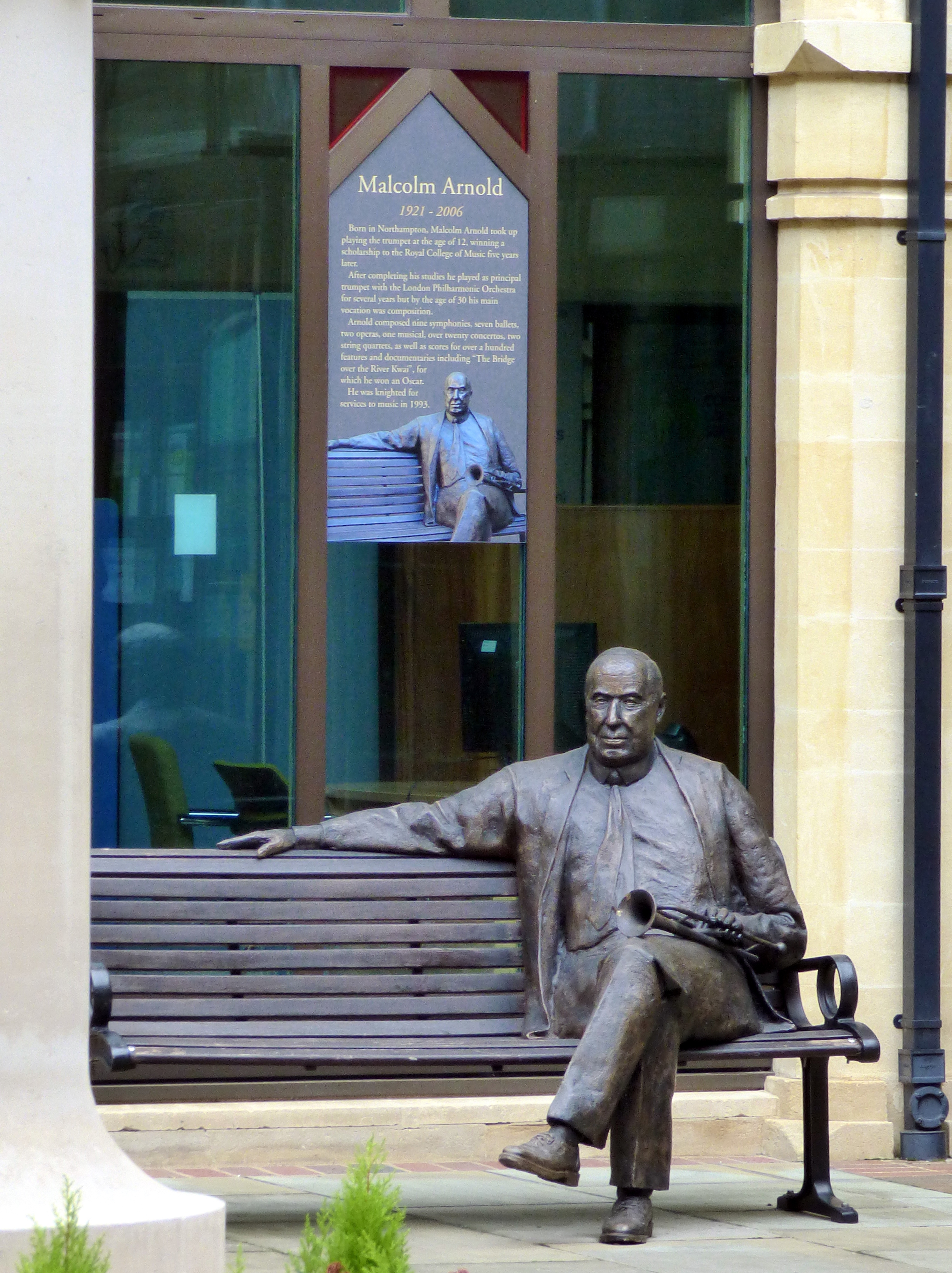
Denkmal für Malcolm Arnold in Northampton

Sir Malcolm Henry Arnold, CBE (* 21. Oktober 1921 in Northampton; † 23. September 2006 in Norwich, Norfolk) war ein britischer Komponist und Oscar-Preisträger.

## Leben
Malcolm Arnold war Sohn eines wohlhabenden Schuhfabrikanten. Er studierte am Royal College of Music in London Komposition bei Gordon Jacob und Trompete bei Ernest Hall. Danach wurde er Trompeter beim London Philharmonic Orchestra (1941 bis 1948), zwischenzeitlich auch im BBC Symphony Orchestra. Ab dem Ende der 1940er Jahre widmete er sich gänzlich der Komposition. Er wurde 1970 Commander des Order of the British Empire und erhielt 1993 den Ritterschlag als Knight Bachelor.

## Werk
Arnold war ein vergleichsweise konservativer und zugleich fruchtbarer und erfolgreicher Komponist tonaler Werke. Er selbst benannte das Werk von Hector Berlioz als Inspiration; verschiedene Kritiker zogen Vergleiche zu Jean Sibelius. Arnolds neun Sinfonien gelten allgemein als seine wichtigsten Werke. Er schrieb weiterhin eine Anzahl von Konzerten, so auch ein Gitarren-Konzert (für Julian Bream) und eines für Mundharmonika (für Larry Adler). Seine Tanzfolgen (zwei Reihen von English Dances und jeweils eine von Scottish Dances, Irish Dances, Welsh Dances und Cornish Dances) sind heiter gestimmt und zugleich volkstümlich (einer der English Dances ist das musikalische Motto der britischen Fernsehsendung What the Papers Say). Ein weiteres bekanntes, kürzeres Werk ist das Divertimento für Flöte, Oboe und Klarinette op. 37.
Arnold schrieb außerdem 132 Filmmusiken, gewann einen Oscar für Die Brücke am Kwai (1958), lieferte aber beispielsweise auch die Musik zu Die Reise ins Ungewisse (1951), The Belles of St Trinian's (1954), Die Herberge zur 6. Glückseligkeit (1958), In den Wind gepfiffen (1961), Patricia und der Löwe (1962), Neun Stunden zur Ewigkeit (1963) oder Kennwort „Schweres Wasser“ (1965). Er dirigierte das Royal Philharmonic Orchestra bei der Aufnahme von Deep Purples Concerto for Group and Orchestra sowie das London Philharmonic Orchestra bei Jon Lords Gemini Suite.
Seine Werke sind besonders bei Jugend- und Liebhaberorchestern erfolgreich – teils wegen ihrer relativ leichten Spielbarkeit, aber auch wegen der Zugänglichkeit seines Personalstils, der Elemente der klassischen Musik, des Jazz, der Volks- sowie Popularmusik verbindet. Er war Schirmherr des Colne Valley Youth Orchestra.

### Werke für Orchester
- 1945 Divertimento for Orchestra opus 1
- 1945–46 Symphonic Suite for Orchestra opus 12 (verloren)
- 1946 Symphony for Strings opus 13
- 1949 Symphony No 1 opus 22
- 1951 Symphonic Study „Machines“ opus 30
- 1951 A Sussex Overture opus 31
- 1953 Symphony No 2 opus 40
- 1955 Serenade opus 50, für Gitarre und Streicher
- 1956 A Grand Grand Overture opus 57, für 3 Staubsauger, 1 Bodenpolierer, 4 Gewehre und Sinfonieorchester
- 1957 Four Scottish Dances opus 59
- 1957 Toy Symphony opus 62
- 1957 Symphony No 3 opus 63
- 1959 Concerto opus 67, für Gitarre und Kammerorchester
- 1960 Symphony No 4 opus 71
- 1961 Symphony No 5 opus 74
- 1966 Four Cornish Dances opus 91
- 1967 Symphony No 6 opus 95
- 1968 Anniversary Overture opus 99
- 1973 Symphony No 7 opus 113
- 1976 Philharmonic Concerto opus 120
- 1977 Variations for Orchestra opus 122
- 1978 Symphony No 8 opus 124
- 1986 Four Irish Dances opus 126
- 1986 Symphony No 9 opus 128
- 1988 Four Welsh Dances opus 138
- 1990 A Manx Suite (Little Suite No 3) opus 142
- 1992 Hobson's Choice – Concert Suite

### Werke für Blasorchester
- 1950 English Dances: Set I opus 27
- 1951 English Dances: Set II opus 33
- 1952 The Sound Barrier Rhapsody opus 38
- 1953 Homage to the Queen Suite opus 42
- 1953 Flourish for a 21st Birthday opus 44
- 1955 Fanfare for a Festival
- 1955 Tam O’Shanter Overture opus 51a
- 1956 Sarabande and Polka aus dem Ballett Solitaire
- 1957 Four Scottish Dances opus 59
- 1957 H.R.H. The Duke of Cambridge March opus 60
- 1960 March: Overseas opus 70
- 1961 Two Symphonic Pieces opus 74a
- 1963 Little Suite for Brass-Band No. 1 opus 80
- 1963 Prelude, Siciliano und Rondo
- 1964 Water Music opus 82
- 1966 Four Cornish Dances opus 91
- 1967 Little Suite for Brass-Band No. 2 opus 93
- 1967 Coronation March (Thomas Merritt)
- 1967 The Padstow Lifeboat March opus 94
- 1967 Peterloo Overture opus 97
- 1968 Anniversary Overture opus 99
- 1972 Song of Freedom für Chor und Blasorchester
- 1972 The Fair Field Overture opus 110
- 1973 A Flourish opus 112
- 1973 Fantasy for Brass-Band opus 114a
- 1978 Symphony for Brass opus 123
- 1987 Little Suite for Brass Band No. 3 opus 131
- 1988 Robert Kett Overture opus 141
- 1989 Flourish for a Battle opus 139
- 1992 The Inn of the Sixth Happiness (Suite)

- Allegretto and Vivace for Concert Band opus 40a
- Attleborough opus 78a

### Werke für Gitarre solo
- Fantasy opus 107

### Filmografie (Auswahl)
- 1950: Die unbekannte Zeugin (Your Witness)
- 1951: Die Reise ins Ungewisse (No Highway in the Sky)
- 1952: Der unbekannte Feind (The Sound Barrier)
- 1953: Der Schlüssel zum Paradies (The Captain’s Paradise)
- 1954: Die Schönen von St. Trinians (The Belles of St Trinian's)
- 1955: I Am a Camera
- 1955: Kennwort: Berlin-Tempelhof (A Prize of Gold)
- 1955: Lockende Tiefe (The Deep Blue Sea)
- 1956: Trapez (Trapeze)
- 1956: An vorderster Front (A Hill in Korea)
- 1957: Die Brücke am Kwai (The Bridge on the River Kwai)
- 1957: Heiße Erde (Island in the Sun)
- 1958: Der Schlüssel (The Key)
- 1958: Die Wurzeln des Himmels (The Roots of Heaven)
- 1958: Die Herberge zur 6. Glückseligkeit (The Inn of the Sixth Happiness)
- 1959: Plötzlich im letzten Sommer (Suddenly, Last Summer)
- 1960: Einst ein Held (Tunes of Glory)
- 1960: Zorniges Schweigen (The Angry Silence)
- 1961: …woher der Wind weht (Whistle Down the Wind)
- 1962: Der Inspektor (The Inspector)
- 1962: Patricia und der Löwe (The Lion)
- 1963: Neun Stunden zur Ewigkeit (Nine Hours to Rama)
- 1963: Das Haus im Kreidegarten (The Chalk Garden)
- 1965: Kennwort „Schweres Wasser“ (The Heroes of Telemark)
- 1966: Gefährliche Abenteuer (Africa Texas Style)
- 1969: Die Abrechnung (The Reckoning)
- 1970: David Copperfield

## Schriften
- Raphael D. Thöne: Malcolm Arnold – Symphonisches Schaffen, Stil und Ästhetik. Entercom Saurus Records/Edition Wissenschaft, de 2008, ISBN 978-3-937748-08-5.
- Raphael D. Thöne: Malcolm Arnold – A Composer of Real Music: Symphonic Writing, Style and Aesthetics. Entercom Saurus Records/Edition Wissenschaft, US/DE/UK 2007, ISBN 978-3-937748-06-1 (englisch).
- Anthony Meredith, Paul Harris: Malcolm Arnold: Rogue Genius. Thames/Elkin, UK 2004, ISBN 0-903413-54-X (englisch).
- Paul R. W. Jackson: The Life and Music of Sir Malcolm Arnold – The Brilliant and the Dark. Ashgate, UK 2003, ISBN 1-85928-381-0 (englisch).
- Piers Burton-Page: Philharmonic Concerto: The Life and Music of Sir Malcolm Arnold. Methuen, UK 1994, ISBN 0-413-45651-X (englisch).